# Ordre de la Couronne de Wurtemberg
Pour les articles homonymes, voir Ordre de la Couronne, Ordre de Saint-Hubert et Ordre de l'Aigle.
L'ordre de la Couronne de Wurtemberg est l’ordre de chevalerie le plus élevé du royaume de Wurtemberg.
Il a pour devise : Furchtlos und Trew (Sans peur et fidèle)

## Description
Eberhard Louis, duc de Wurtemberg, institua l'ordre de Saint-Hubert ou de la Grande-Chasse en 1702 dans ses États.
Il commençait à tomber en désuétude lorsque le roi de Wurtemberg, Frédéric Ier, le renouvela le 6 mars 1807, lui donnant de nouveaux statuts et le nom d'ordre de l'Aigle d'Or. Le roi en était le chef suprême et le grand maître. Il ne se composait que d'une seule classe de membres portant tous le titre de chevaliers.
Le 23 septembre 1818, le roi Guillaume Ier, a profondément réformé l'ordre en le fusionnant avec l'ordre du mérite civil (fondé en 1806). C'est alors que fut créé l'ordre de la Couronne de Wurtemberg.
Il comportait initialement trois  classes de grand' croix, commandeur et chevalier, lesquelles furent élargies jusqu'en 1918:
- Grand-croix (une classe spéciale pour les souverains est créée en 1864)
- Commandeur (puis commandeur avec étoile à compter de 1889)
- Chevalier
- Médaille d'honneur d'or
- Médaille d'honneur d'argent (abolie en 1892)

Jusqu'à 1913 la plus haute distinction de l'ordre ne pouvait être reçue que par les nobles.

## L'insigne

### La croix
Pour les grand' croix et commandeurs, une croix d'or à huit pointes émaillée de blanc, anglée des lions léopardés de Wurtemberg et surmontée d'une couronne. Au centre, un médaillon blanc portant à l'avers le chiffre couronné "F" avec en exergue, sur fond cramoisi, la devise : Furchtlos und Trew (Sans peur et fidèle). Au revers, la couronne royale en or.
La croix de chevalier est quant à elle initialement dépourvue de couronne et de lions. En 1864, la couronne est ajoutée, et en 1892, les lions sont conférés aux chevaliers comme honneur spécial.

### La plaque
Une étoile d'argent à huit faisceaux de rayons chargée d'un médaillon entouré de la devise en lettres d'or sur champ cramoisi. Elle porte, sur champ blanc, la croix de l'ordre avec en son centre la couronne royale de Wurtemberg.
Pour les princes, le champ est noir depuis la réforme de l'ordre du 22 décembre 1864.

## Récipiendaires

### Ordre de l'Aigle d'or
- Liste des chevaliers de l'Aigle d'Or[3]

### Ordre de la Couronne
- Liste des grand' croix de l'ordre de la couronne de Wurtemberg
- Liste des commandeurs de l'ordre de la couronne de Wurtemberg
- Liste des chevaliers de l'ordre de la couronne de Wurtemberg

## Source
- Almanach impérial pour l'année 1810, Testu (lire en ligne)
- Roger Frey, « Ordre de l'Aigle d'Or, ou Ordre de Saint-Hubert, ou Ordre de la Grande Chasse », sur www.infobretagne.com (consulté le 24 avril 2011), Dictionnaire des ordres de chevalerie
- Raymond Lévy, Dictionnaire Fouché, notice "Les décorations" pages 127 à 129, éditions Sutton 2019.